# Vetenskapsåret 1726

## Händelser
- John Harrison uppfinner rostpendeln, en förbättrad kompensationspendel för pendelur, som kompenserar för temperaturfel genom att kombinera stänger av stål och mässing.

## Födda
- 8 maj - Peter Hernqvist (död 1808), svensk botaniker och veterinär.
- 3 juni - James Hutton (död 1797), skotsk geolog.
- 29 oktober - Daniel Melanderhjelm (död 1810), svensk astronom.
- okänt datum – Anne Monson (död 1776), brittisk botaniker.

## Avlidna
- 25 januari - Guillaume Delisle (född 1675), fransk kartograf.